# 三草藩
高柳藩（日语：／ Takayanagi-han */?）又稱首城藩（日语：／ Kubiki-han */?）是日本越後國頸城郡高柳的藩，元祿15年7月18日（1702年8月11日）創藩，元文4年8月14日或15日（1739年9月16日和17日）轉封至美作國勝南郡黑土而創立黑土藩（日语：／ Kurotsuchi-han */?），寬保2年12月21日（1743年1月16日）再轉封至播磨國加東郡三草而創立三草藩（日语：／ Mikusa-han */?），明治4年7月14日（1871年8月29日）廢藩置縣。
石高是10,000石，高柳藩和三草藩時期的藩廳分別是高柳陣屋和三草陣屋，藩校創立於文政年間（1818年至1830年），原本位於距離外櫻田大手外12町（約1.31公里）的江戶藩邸內，慶應4年7月26日（1868年9月12日）轉移至三草陣屋內，並且改稱為顯道館。人口方面，明治2年（1869年）時是1,976戶8.961人。
武家屋敷方面，上屋敷位於本所四目和山下門內，中屋敷位於本所橫川向和芝將監橋、下屋敷位於芝將監橋、千駄谷和深川，抱屋敷則位於牛込馬場下橫町和麻布本村町。

## 歷史
元祿15年7月18日（1702年8月11日），美濃岩村藩藩主丹羽氏音由於未能妥善處理在岩村城城下爆發的騷動，因而被減封一半，以10,000石入主越後國頸城郡高柳，根據收錄於《岩澤源藏文書》內寶永3年（1706年）時的《越後國高田、出雲崎、澤海、與板領高譯覺帳》記載，藩領涵蓋大崎鄉約3,366石、上板倉鄉約1,005石、下板倉和武士鄉約1,449石、里五十公鄉約1,987石、山五十公鄉約1,351石、保倉谷約565石和下美守鄉約273石。氏音之父丹羽氏春也在里五十公鄉領有1,000石。
元祿15年12月24日（1703年2月9日），氏音雖然獲免去閉門處分，不過仍然未獲准謁見，最終在翌年4月25日（1703年6月9日）才獲赦免。寶永2年（1705年）5月，丹羽氏右長子作為氏音的養子而繼位，即丹羽薰氏。元文4年8月14日或15日（1739年9月16日和17日），氏薰獲任命為大坂定番，其領地轉移至美作國勝南郡12村、吉野郡1村以及河內國，並且在勝南郡黑土村字釜屋構之段設立陣屋，原領地則由江戶幕府收回，變為越後高田藩藩主松平定輝的預地，高柳陣屋也被廢除。
寬保2年12月21日（1743年1月16日），薰氏在美作國的領地被轉移至播磨國加東郡、加西郡和多可郡內，河內國的領地在延享3年4月18日（1746年6月6日）也轉移至播磨國加東郡、加西郡、多可郡和美囊郡內，同年在上三草村填埋三草川的河灘，並且於此設立陣屋，為無須參勤交代的定府大名。明和8年9月11日（1771年10月18日），薰氏三子巨勢利永的次子作為丹羽氏榮的養子而繼位，即丹羽氏福。文政3年10月30日（1820年12月5日），多可郡高田井村的藩領轉移至黑田村和西林寺。安政元年（1855年），三草藩奉命派兵至相國寺戒備。文久3年10月27日（1863年12月7日），三草藩在生野之變後奉命追捕殘黨。
大政奉還後，藩主丹羽氏中原本打算佐幕，不過藩士則傾向恭順新政府軍。慶應4年正月21日（1868年2月14日），三草陣屋的家臣聯署向岡山藩提交血判證明，指如果藩主違抗朝命的話會與其敵對。同年正月27日（2月20日），家臣雖然打算向新政府獻上米100俵和炭250俵，不過被拒。同年3月22日（4月14日），氏中上洛，藩兵則在前後日子於京都戒備。同年4月10日（5月2日）之後，三草藩與其他藩在聖護院村的河東操練場進行軍事訓練。4月11日（5月3日），氏中向先鋒總督府提交勤王證明以便恭順。戊辰戰爭後，三草藩奉命在6月15日（8月3日）駐守於山中關門。明治4年7月14日（1871年8月29日），廢藩置縣。

## 歷任藩主
| 家名   | 家格      | 名稱     | 石高     | 領地                                                                      |        |
| 高柳藩 | 高柳藩    | 高柳藩   | 高柳藩   | 高柳藩                                                                    | 高柳藩 |
| ------ | --------- | -------- | -------- | ------------------------------------------------------------------------- | ------ |
| 丹羽家 | 譜代 陣屋 | 丹羽氏音 | 10,000石 | 越後國頸城郡                                                              |        |
| 丹羽家 | 譜代 陣屋 | 丹羽薰氏 | 10,000石 | 越後國頸城郡                                                              |        |
| 黑土藩 |           |          |          |                                                                           |        |
| 丹羽家 | 譜代 陣屋 | 丹羽薰氏 | 10,000石 | 美作國勝南郡和吉野郡 河內國                                               |        |
| 三草藩 |           |          |          |                                                                           |        |
| 丹羽家 | 譜代 陣屋 | 丹羽薰氏 | 10,000石 | 河內國 播磨國加東郡、加西郡和多可郡↓ 播磨國加東郡、加西郡、多可郡和美囊郡 |        |
| 丹羽家 | 譜代 陣屋 | 丹羽氏榮 | 10,000石 | 播磨國加東郡、加西郡、多可郡和美囊郡                                      |        |
| 丹羽家 | 譜代 陣屋 | 丹羽氏福 | 10,000石 | 播磨國加東郡、加西郡、多可郡和美囊郡                                      |        |
| 丹羽家 | 譜代 陣屋 | 丹羽氏昭 | 10,000石 | 播磨國加東郡、加西郡、多可郡和美囊郡                                      |        |
| 丹羽家 | 譜代 陣屋 | 丹羽氏賢 | 10,000石 | 播磨國加東郡、加西郡、多可郡和美囊郡                                      |        |
| 丹羽家 | 譜代 陣屋 | 丹羽氏中 | 10,000石 | 播磨國加東郡、加西郡、多可郡和美囊郡                                      |        |

## 領地
| 令制國 | 郡     | 領地                                                                       |
| ------ | ------ | -------------------------------------------------------------------------- |
| 越後國 | 頸城郡 | 大崎鄉、上板倉鄉、下板倉和武士鄉、里五十公鄉、山五十公鄉、保倉谷、下美守鄉 |

| 令制國 | 郡     | 領地                                                                                             |
| ------ | ------ | ------------------------------------------------------------------------------------------------ |
| 播磨國 | 美囊郡 | 北畑村、奧谷村、沖村                                                                             |
| 播磨國 | 加東郡 | 山國村、下小田村、下三草村、上三草村、山口村、上久米村、下久米村、貞守村                         |
| 播磨國 | 多可郡 | 中野間村、坂本村、谷村、和田村、野村、西林寺、船町村、黑田村、喜多村、福地村、門柳村             |
| 播磨國 | 加西郡 | 田井村、馬渡谷村、國正村、奧山寺村、山川村、水尾村、落方村、合山村、明樂寺村、中三原村、上三原村 |

## 註解
1. ↑  高柳現為新潟縣妙高市高柳（日语：参賀村）[1]。
2. ↑  黑土現為岡山縣勝田郡勝央町黑土（日语：勝間田町）[3]。
3. ↑  三草現為兵庫縣加東市上三草（日语：上福田村）[4]。
4. ↑  現行對應地名如下[7]：
  - 本所四目現為東京都墨田區江東橋3丁目內。
  - 山下門內（外櫻田）上屋敷現為東京都千代田區日比谷公園1[8][6]。
  - 芝將監橋中屋敷現為東京都港區芝2-5[9]。
  - 千駄谷下屋敷現為東京都澀谷區千駄谷2-4-1澀谷區立千駄谷小學校（日语：渋谷区立千駄谷小学校）[9]。
  - 牛込馬場下橫町現為東京都新宿區喜久井町的一部分。
  - 麻布本村町現為港區南麻布和元麻布的各一部分。
5. ↑  現行對應地名如下[1][10]：
  - 大崎鄉推測現為妙高市內。
  - 上板倉鄉和下板倉鄉推測現為新潟縣上越市板倉區（日语：板倉区）針以至妙高市西條（日语：水上村 (新潟県)）一帶。
  - 武士鄉推測現為上越市清里區（日语：清里区）武士和上田島（日语：菅原村 (新潟県)）一帶。
  - 里五十公鄉和山五十公鄉推測現為上越市三和區（日语：三和区）、浦川原區（日语：浦川原区）、安塚區（日语：安塚区）以至新潟縣十日町市松之山（日语：松之山町）和松代（日语：松代町 (新潟県)）地區。
  - 保倉谷推測現為上越市浦川原區和大島區（日语：大島区）一帶。
  - 下美守鄉推測現為上越市吉川區（日语：吉川区）一帶。
6. ↑  現行對應地名如下[4]：
  - 高田井村現為兵庫縣西脇市高田井町（日语：重春村）。
  - 黑田村現為西脇市黑田庄町（日语：黒田庄町）黑田。
  - 西林寺現為西脇市坂本（日语：西脇町 (兵庫県)）。
7. ↑  聖護院村現為京都府京都市左京區聖護院圓頓美町、聖護院川原町、聖護院山王町、聖護院中町、聖護院西町、聖護院東町、聖護院東寺領町、聖護院蓮華藏町、秋築町、石原町、下堤町、新生洲町、新先斗町、杉本町、大文字町、中川町、難波町、東竹屋町、東丸太町和吉永町一帶[12]。

## 外部連結
- . kotobank （日语）.